# Sonic Interventions
Sonic Interventions ist eine Berliner Weltmusik- und Fusionband, die beansprucht, ein „Underground-Jazz-Kollektiv“ zu sein.

## Geschichte
Sonic Interventions entstand 2020 aus wöchentlichen Jam-Sessions mit Musik, Poesie und Tanz auf dem Tempelhofer Feld. Dabei trafen traditionelle Rhythmen aus Afrika und Lateinamerika auf Hip Hop, Trap und House. Die Band um den Schlagzeuger und Produzenten Dylan Hunter Chee Greene kombiniert eine Vielzahl von Sprachen mit Instrumenten wie Trompete, Saxophon, Keyboards und unterschiedlichen Perkussionsinstrumenten. Die multinationale Formation spielte 2022 bei Jazz Montez in Frankfurt und der euroscene Leipzig, 2023 auf dem Festival Xjazz in Berlin. Ihr Debütalbum Do You Remember? erschien im November 2024 bei Agogo Records und erhielt 2025 als Newcomer-Album den Deutschen Jazzpreis.